# Замок Мюроль
Замок Мюроль (фр. Château de Murol) — історичний замок у департаменті Пюї-де-Дом, регіон Овернь-Рона-Альпи, Історична пам'ятка Франції національного значення. У різні часи замок використовувався як фортеця, палац та в'язниця. Нині замок став головною визначною пам'яткою департаменту Пюї-де-Дом. У замку влаштовують театралізовані вистави, що відтворюють батальні сцени та середньовічні бенкети.

## Розташовання
Розташований замок на одному з пагорбів Пюї-де-Дом, за кілька кілометрів на південний захід від містечка Мюроль.

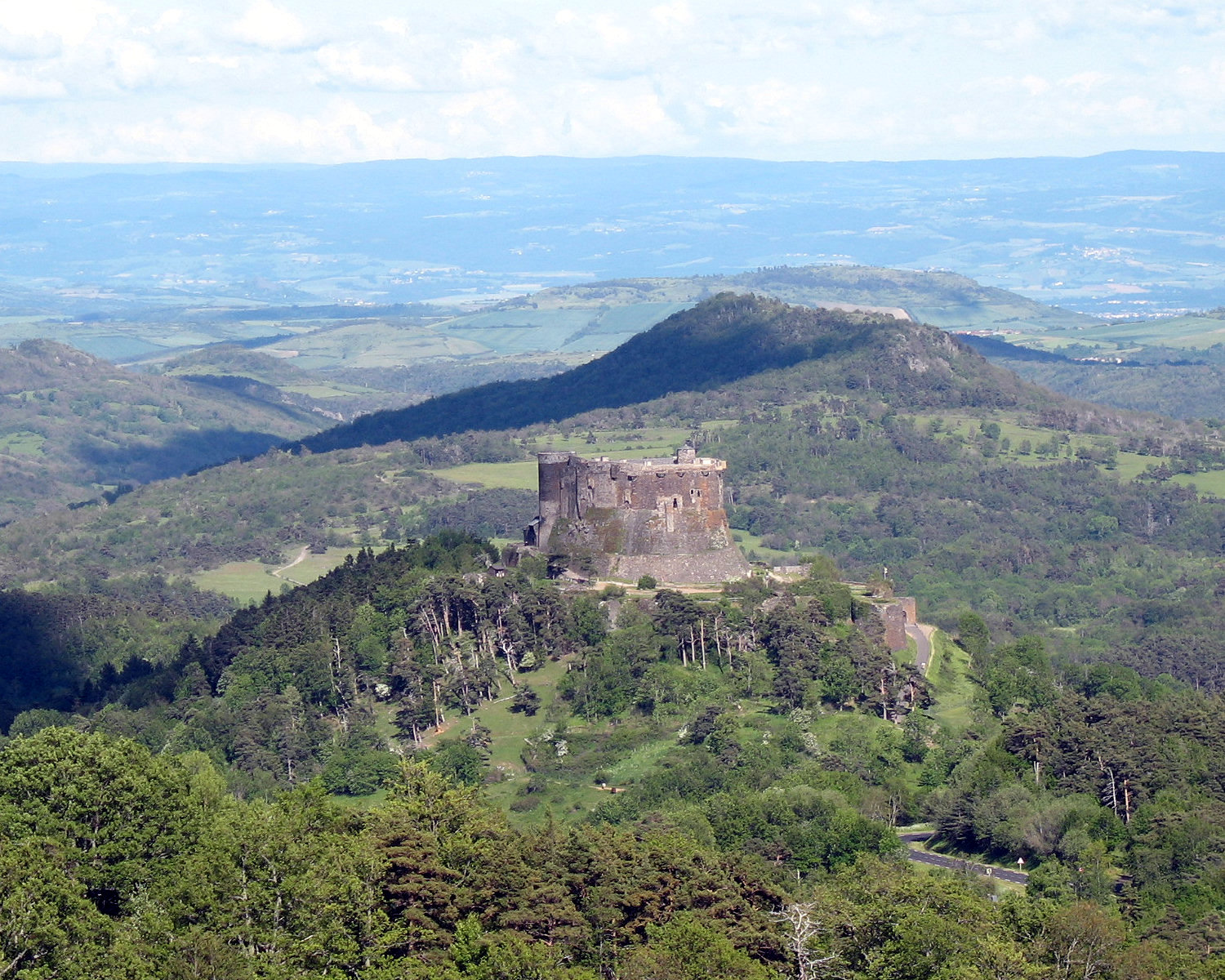
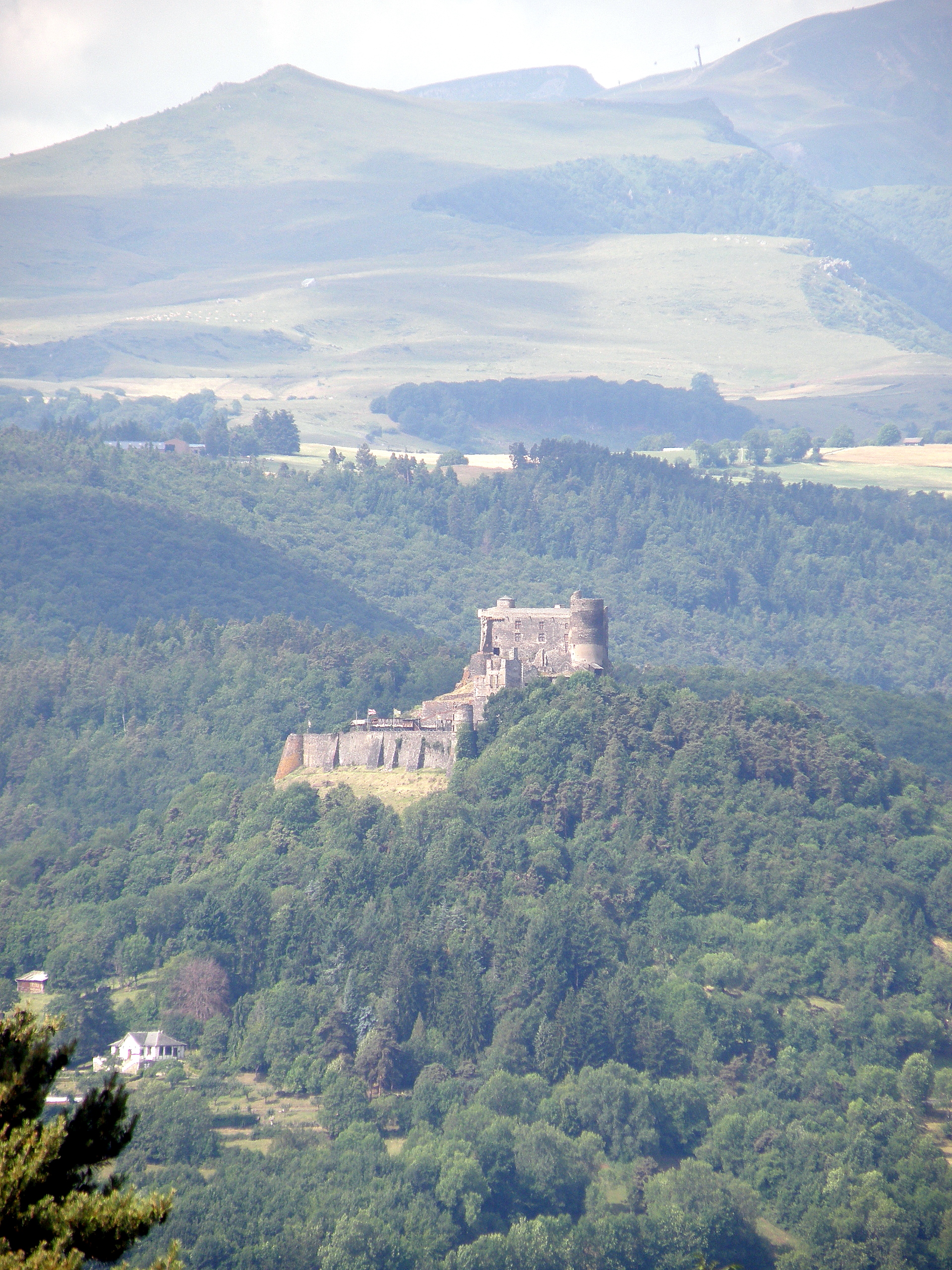
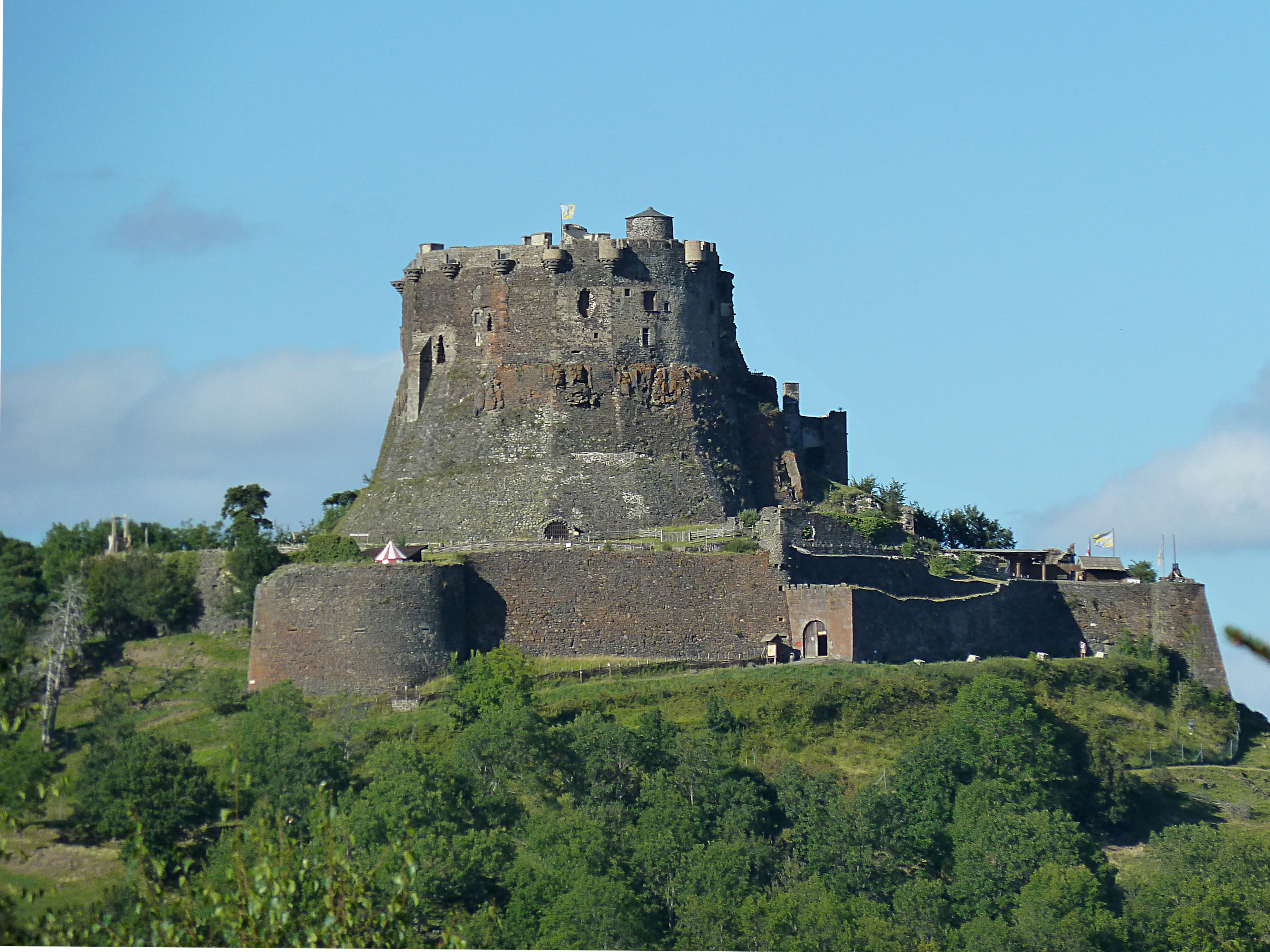
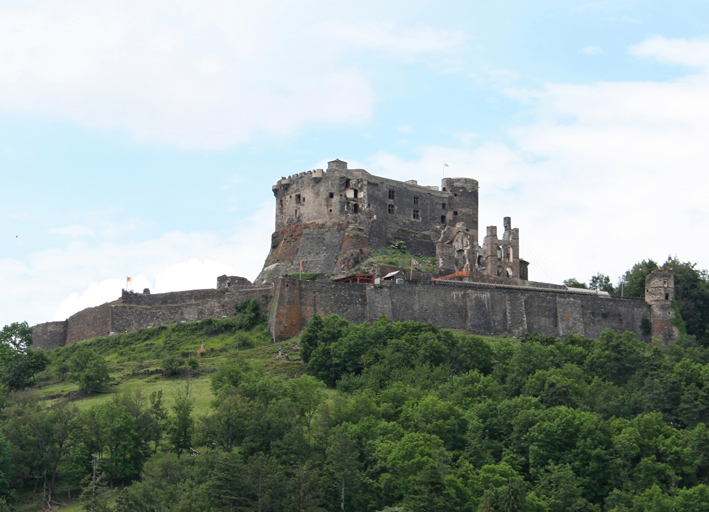

## Історія
Приблизно у 1100 році правитель міста Мюроль збудував на пагорбі, утвореному базальтовими відкладеннями, фортецю для охорони міста. 
В кінці XIV століття, власник замку Ґійом де Сем побудував у замку другу каплицю та кілька нових будівель. 

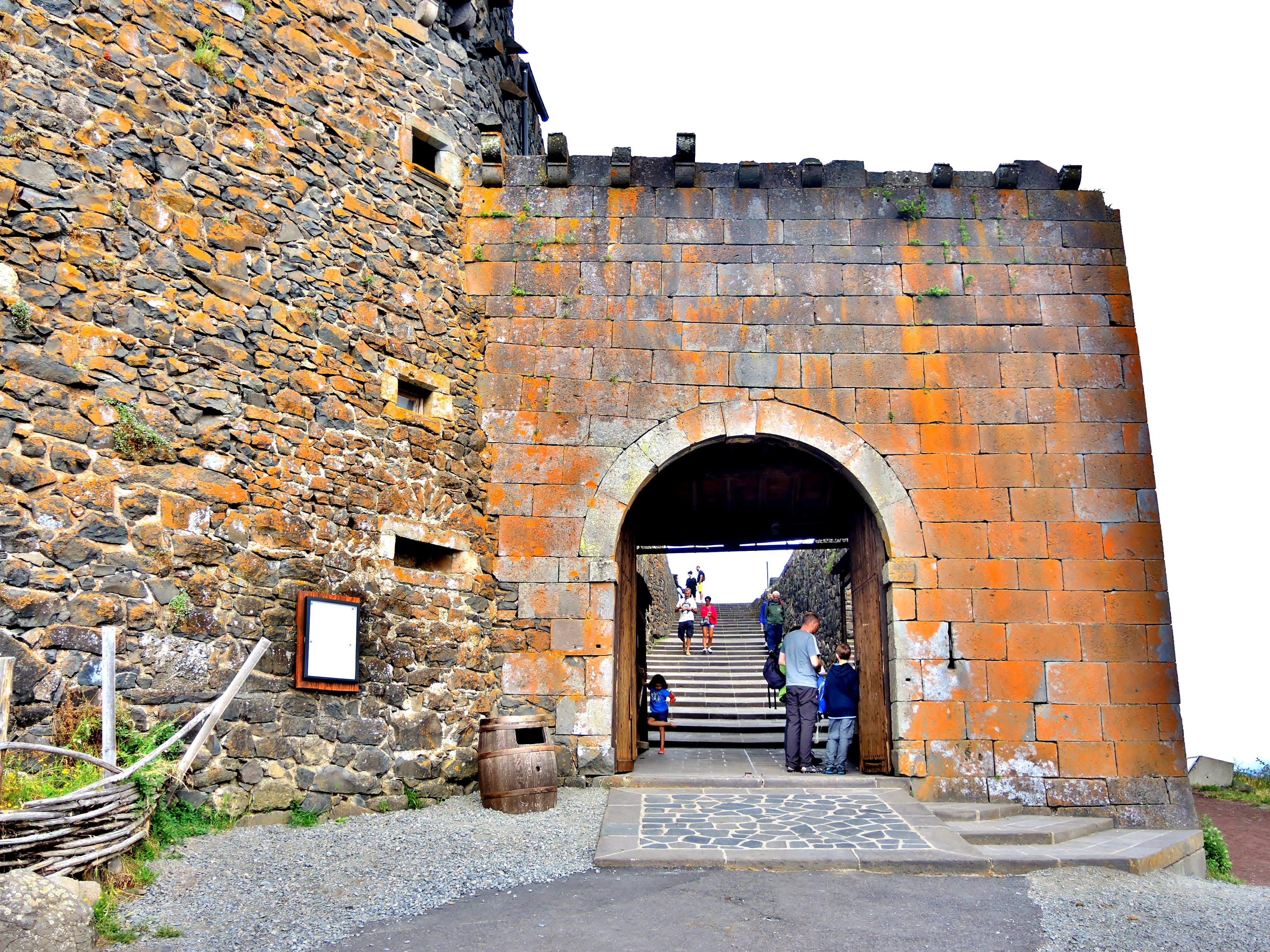

У XVI столітті до замку була добудована стіна з двома масивними дозорними вежами. Тоді ж власник замку Жан д'Естен вирішив перебудувати замок у палац епохи Відродження. 
Коли у Франції Кардинал Рішельє почав масово руйнувати замки, Мюроль вдалося уникнути сумної долі завдяки впливовості Д'Естена.
Замку вцілів і під час Французької Революції, коли він використовувався як в'язниця. 
Згодом замок мало не перетворили на каменярня для видобутку будівельного каменю. 
У XIX столітті замок був переданий у відання адміністрації міста Мюроль, що врятувало його від подальшого руйнування.
Замок Мюроль був включений в список Історичних пам'ятків Франції національного значення у 1889 році. 
У 1958 році проведена реконструкція екстер'єру, яка повернула замку середньовічний вигляд. 

## Світлини

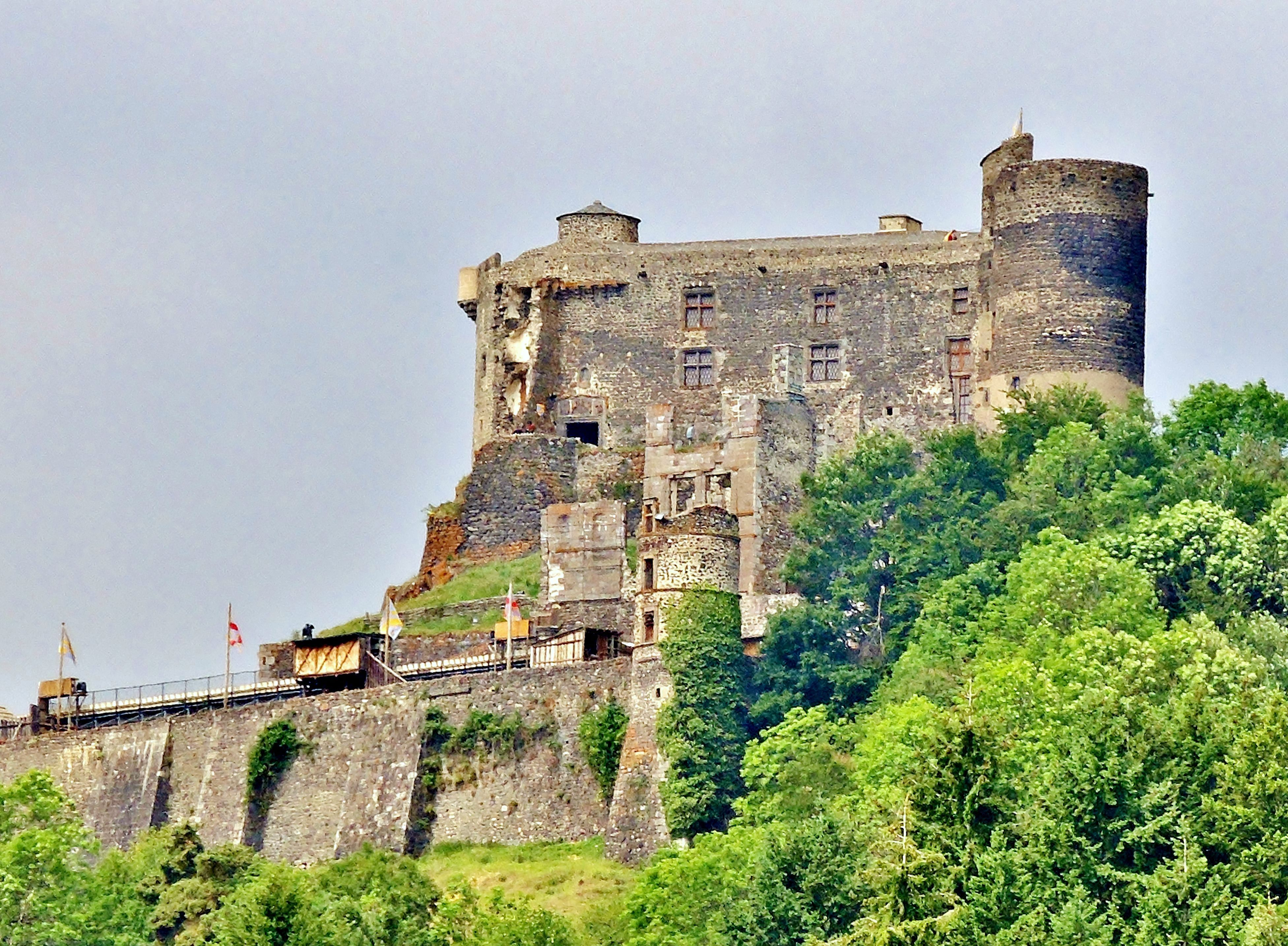
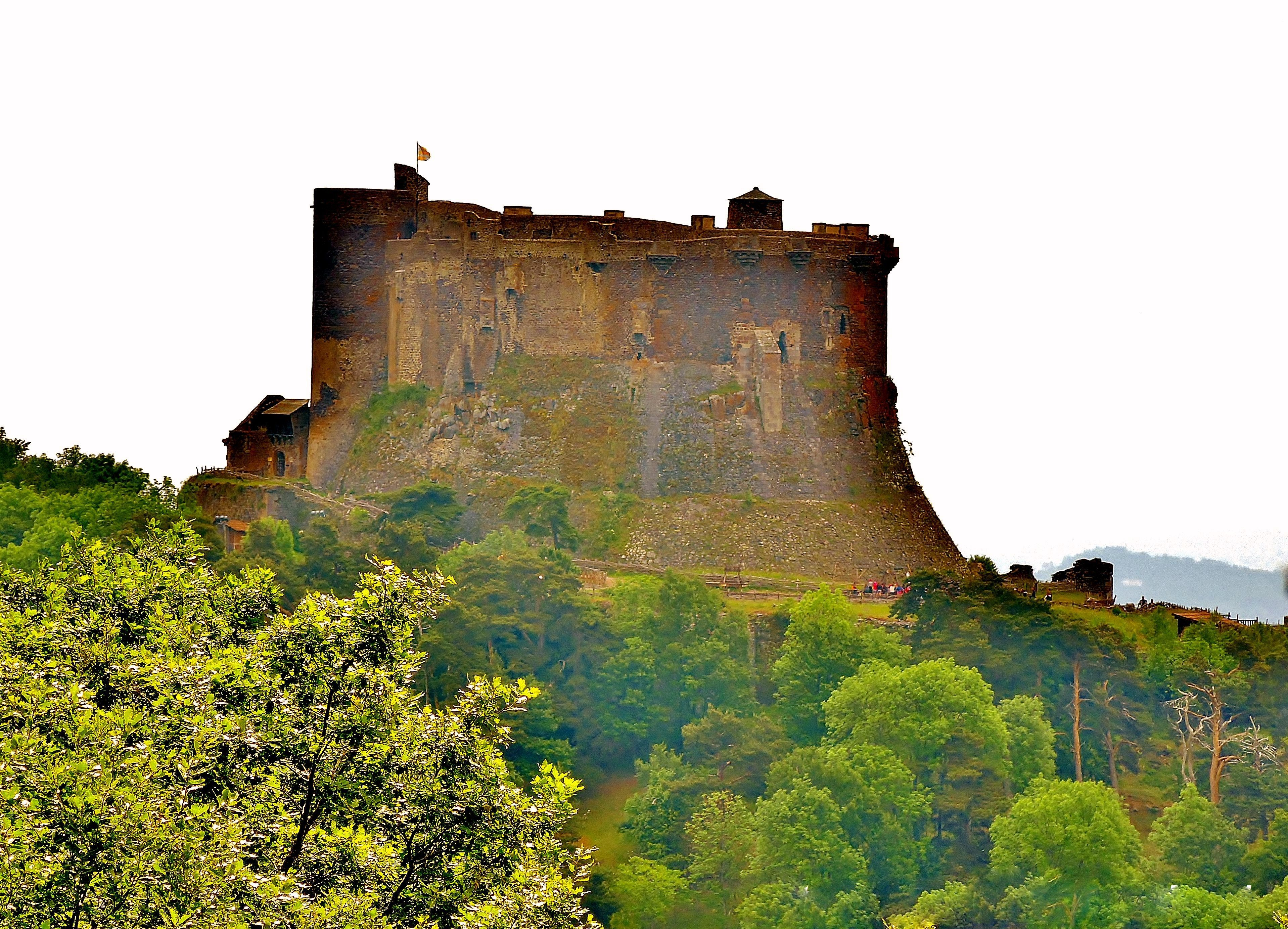
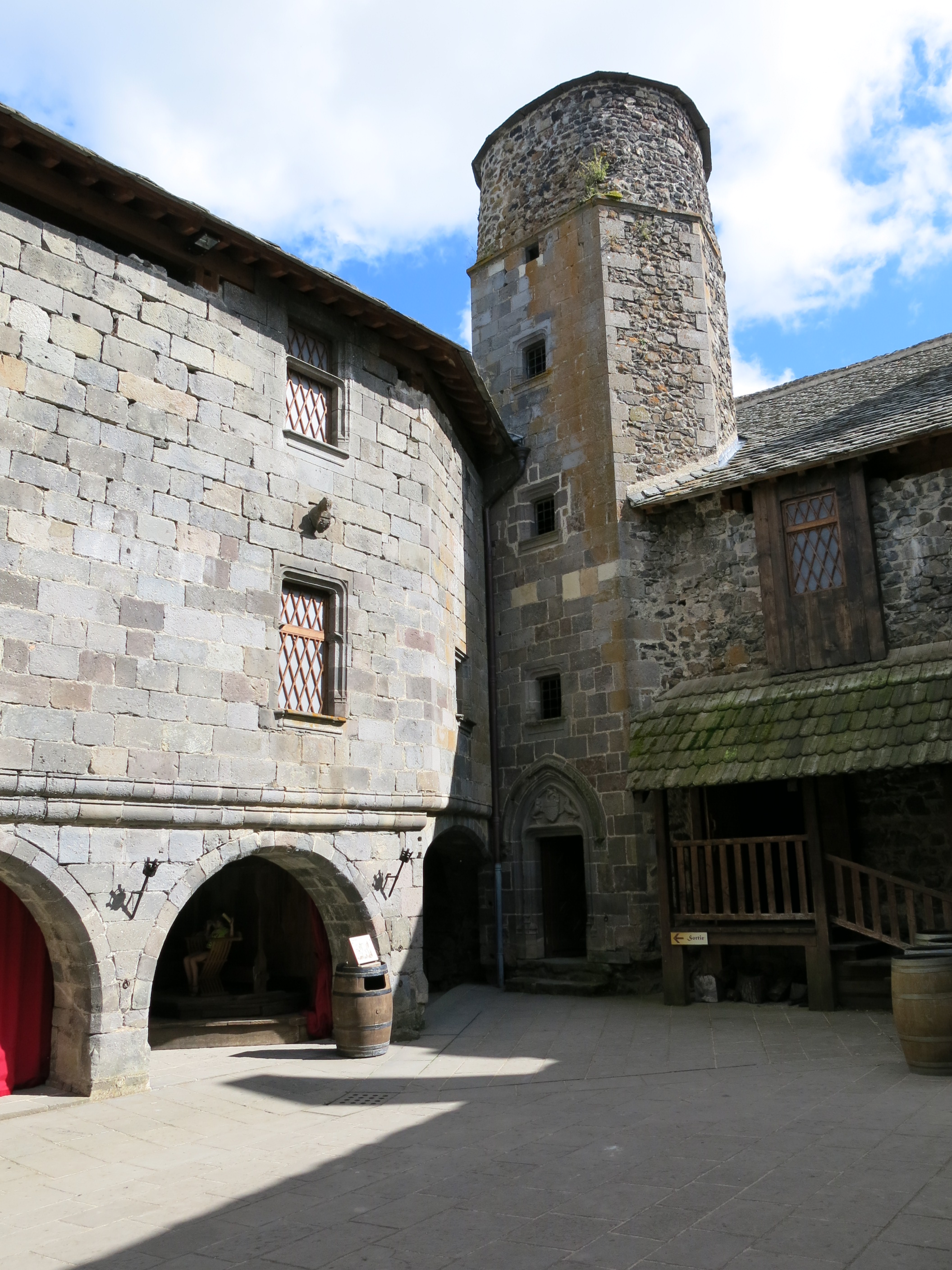
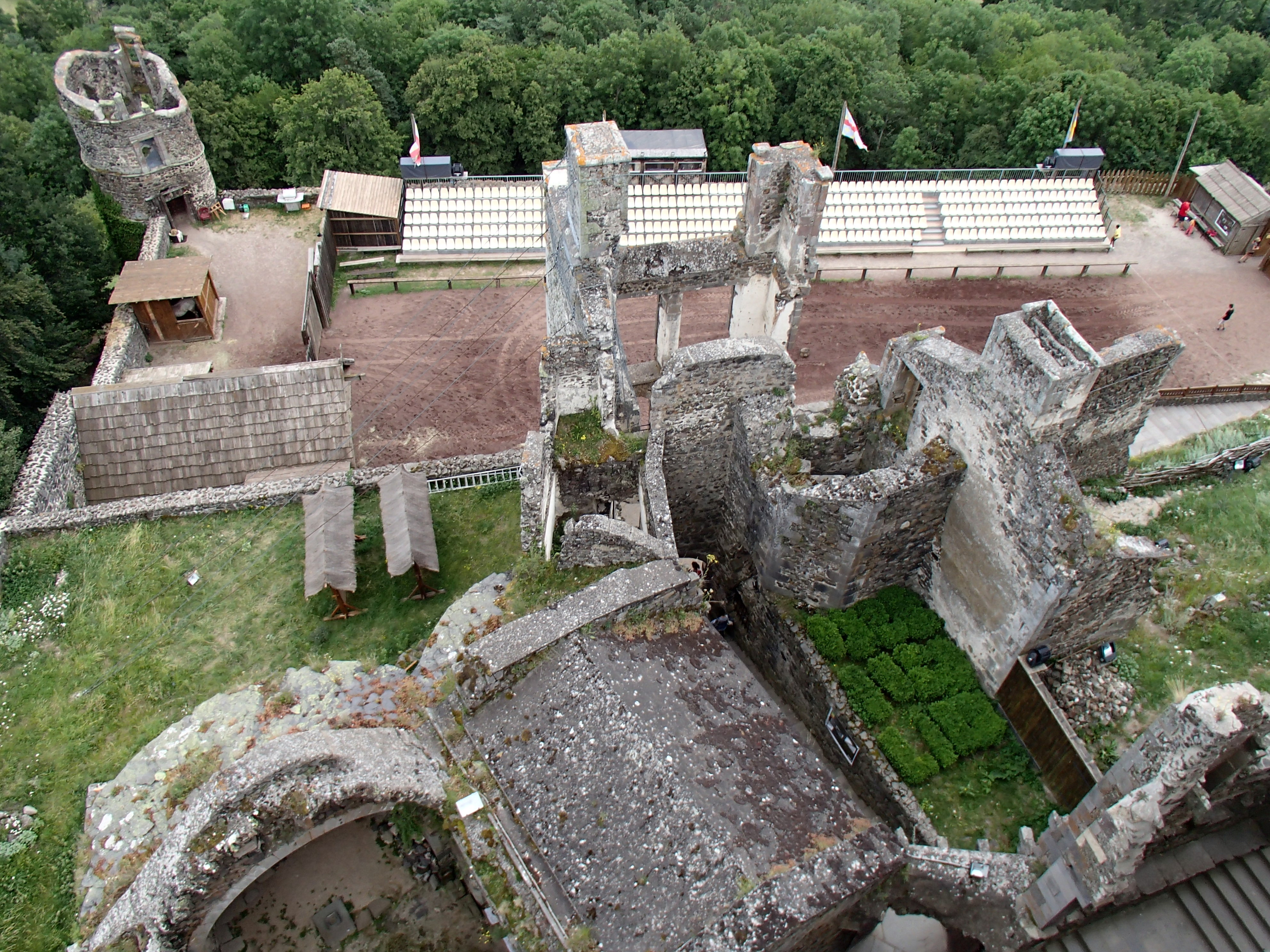
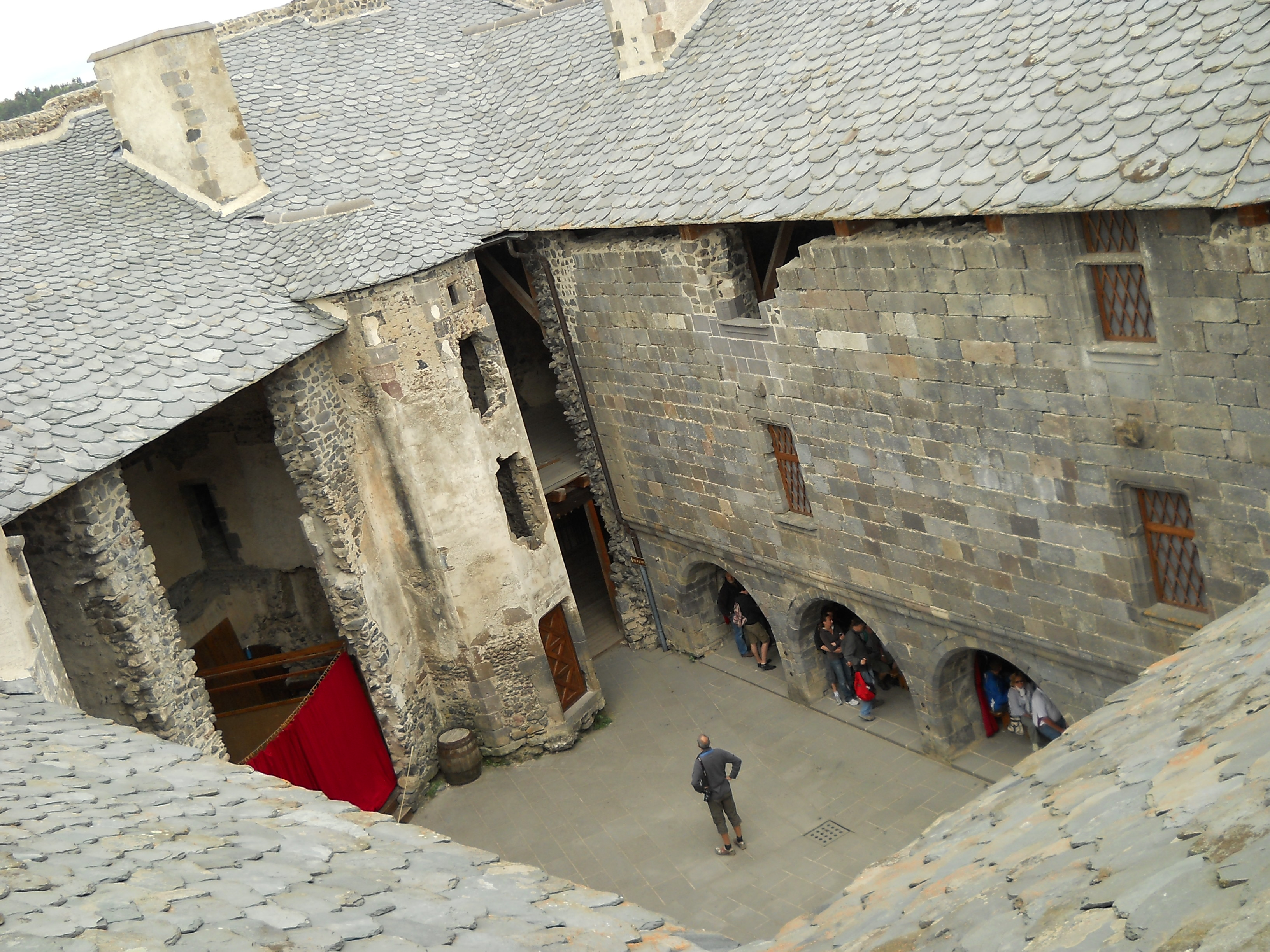
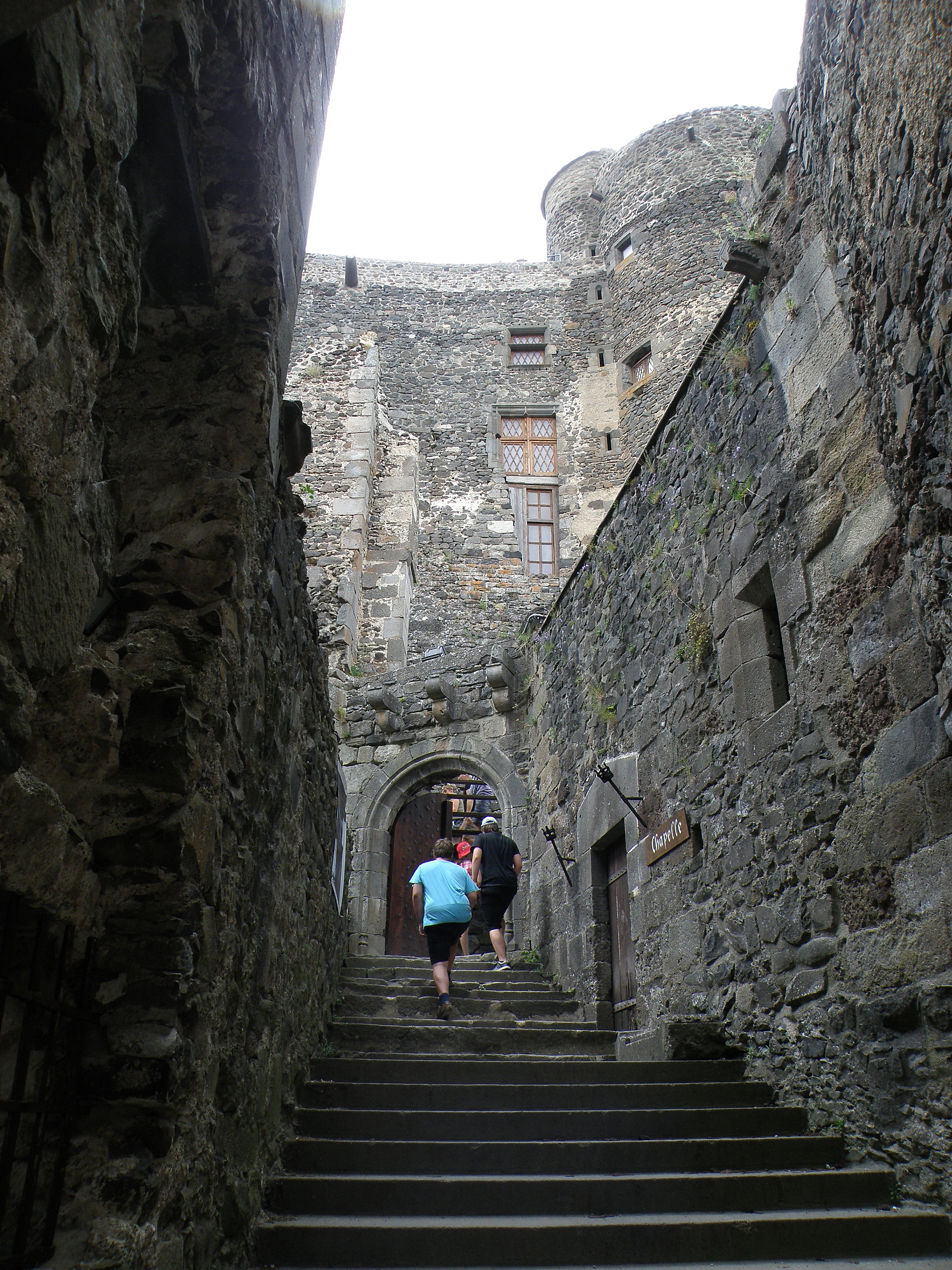